# Carrie Lucas
Pour les articles homonymes, voir Lucas.
Carrie Lucas, née le 1er octobre 1945 à Carmel, est une chanteuse américaine.

## Biographie
Elle a notamment travaillé pour le label discographique Solar Records.
La chanson Dance With You a été samplée par Armand van Helden pour le single U Don't Know Me (1999).

## Discographie
- Simply Carrie (1977)
- Street Corner Symphony (1978)
- Carrie Lucas In Danceland (1979)
- Portrait of Carrie (1980)
- Still In Love (1982)
- Horsin' Around (1984)